# Ishii Yusuke
Yusuke Ishii (sinh ngày 25 tháng 6 năm 1991) là một cầu thủ bóng đá người Nhật Bản.

## Sự nghiệp câu lạc bộ
Yusuke Ishii đã từng chơi cho Fujieda MYFC.